# Geranium platypetalum
Geranium platypetalum là một loài thực vật có hoa trong họ Mỏ hạc. Loài này được Fisch. & C.A.Mey. mô tả khoa học đầu tiên năm 1835.

## Hình ảnh

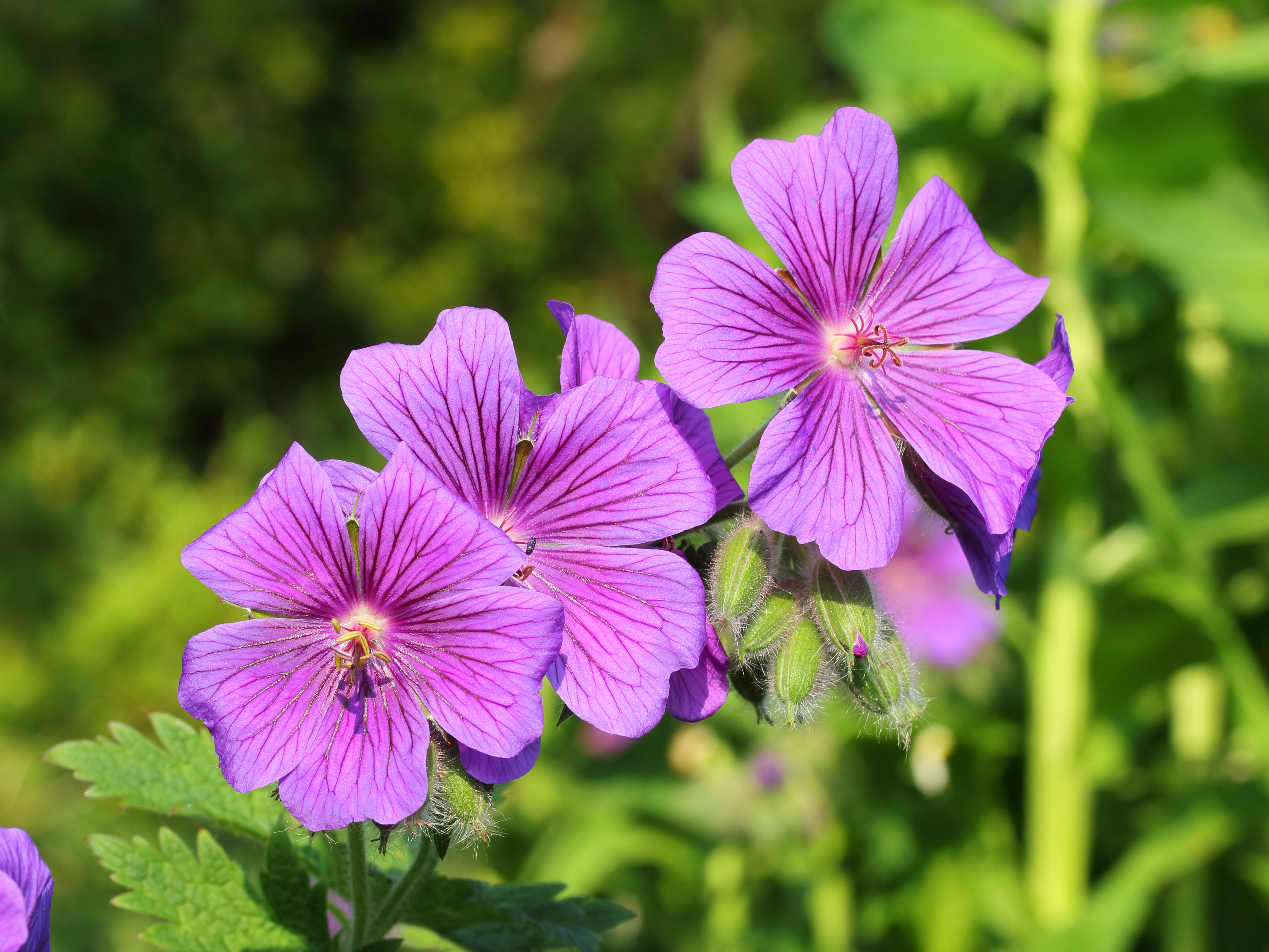
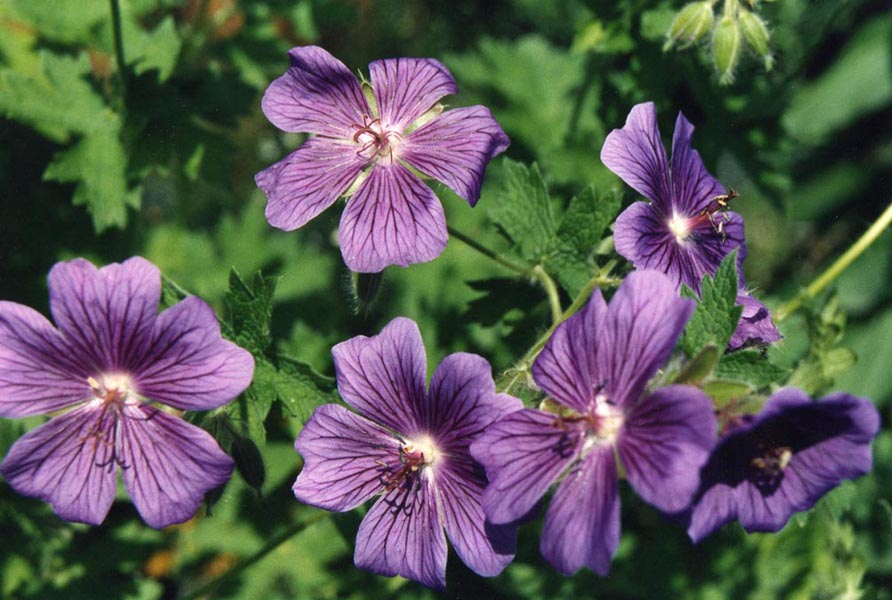
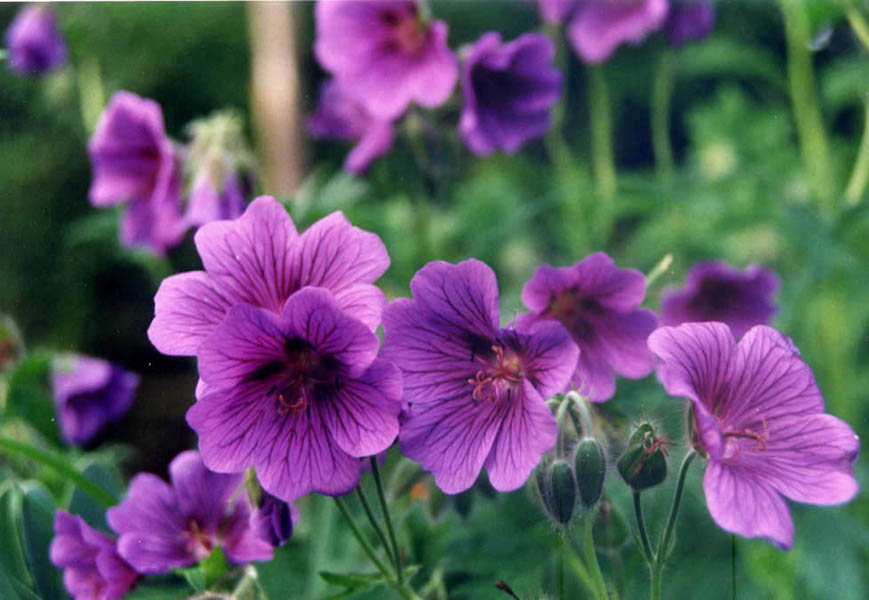
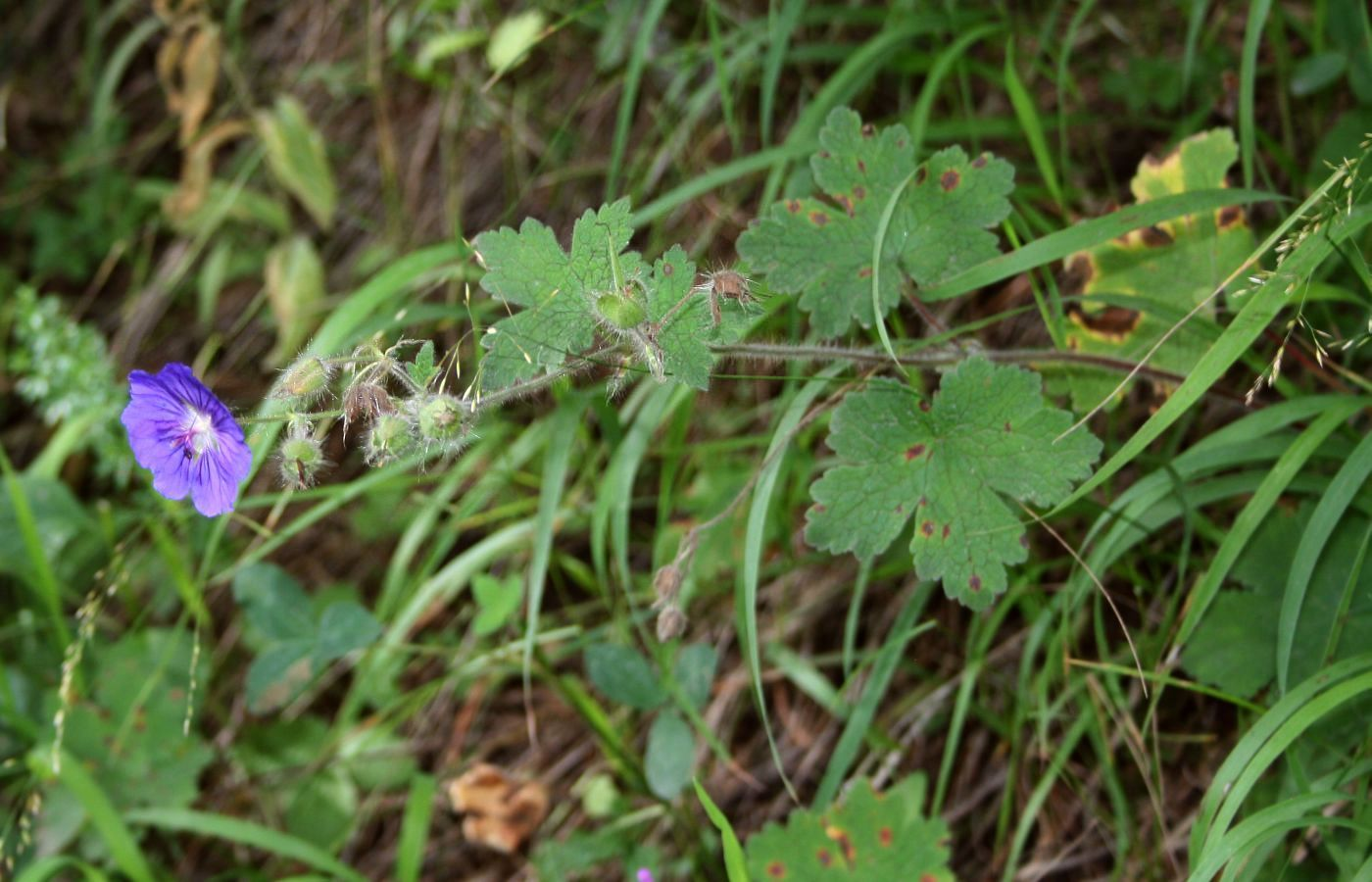